# Leine
Leine je řeka v Německu. Je to levostranný a celkově největší přítok řeky Aller, která spolu s ní patří do povodí řeky Vezery. Délka jejího toku činí 281 km. Protéká spolkovými zeměmi Durynsko a Dolní Sasko. Plocha povodí měří 6512 km², což představuje 42 % povodí řeky Aller.

## Průběh toku

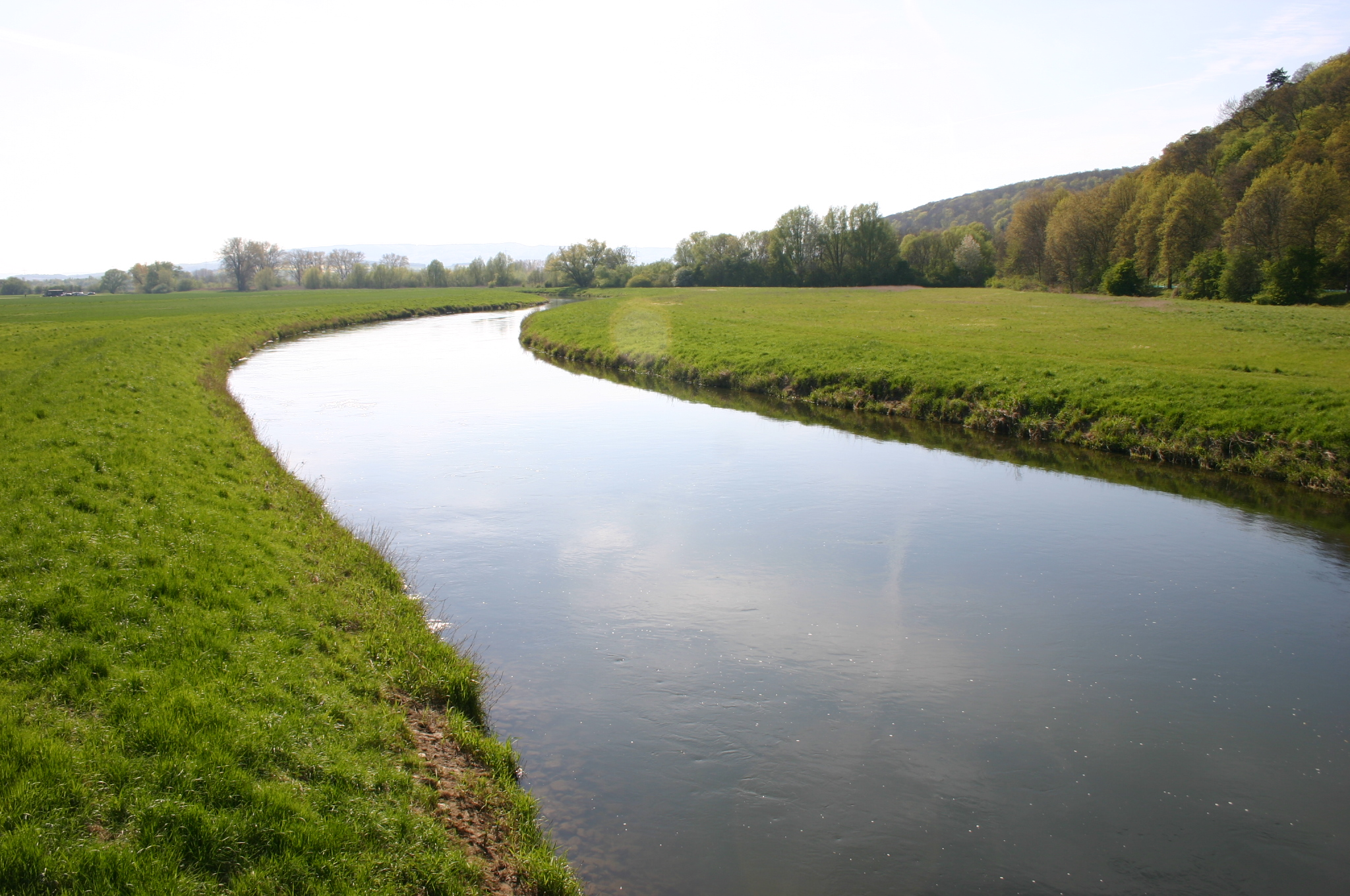
Leine u obce Nordstemmen

Pramení jihozápadně od města Leinefelde-Worbis v severozápadní části spolkové země Durynsko ve vysočině Eichsfeld v nadmořské výšce 340 m. Na horním toku teče v hluboké dolině a na dolním toku Středoevropskou rovinou. Ústí zleva do řeky Aller u obce Schwarmstedt v Dolním Sasku v nadmořské výšce 25 m.

### Větší přítoky
- levé – Ilme, Saale, Haller, Westaue
- pravé – Garte, Rhume, Aue, Innerste

## Vodní režim
Průměrný průtok u Schwarmstedtu činí 61,9 m³/s.

## Využití

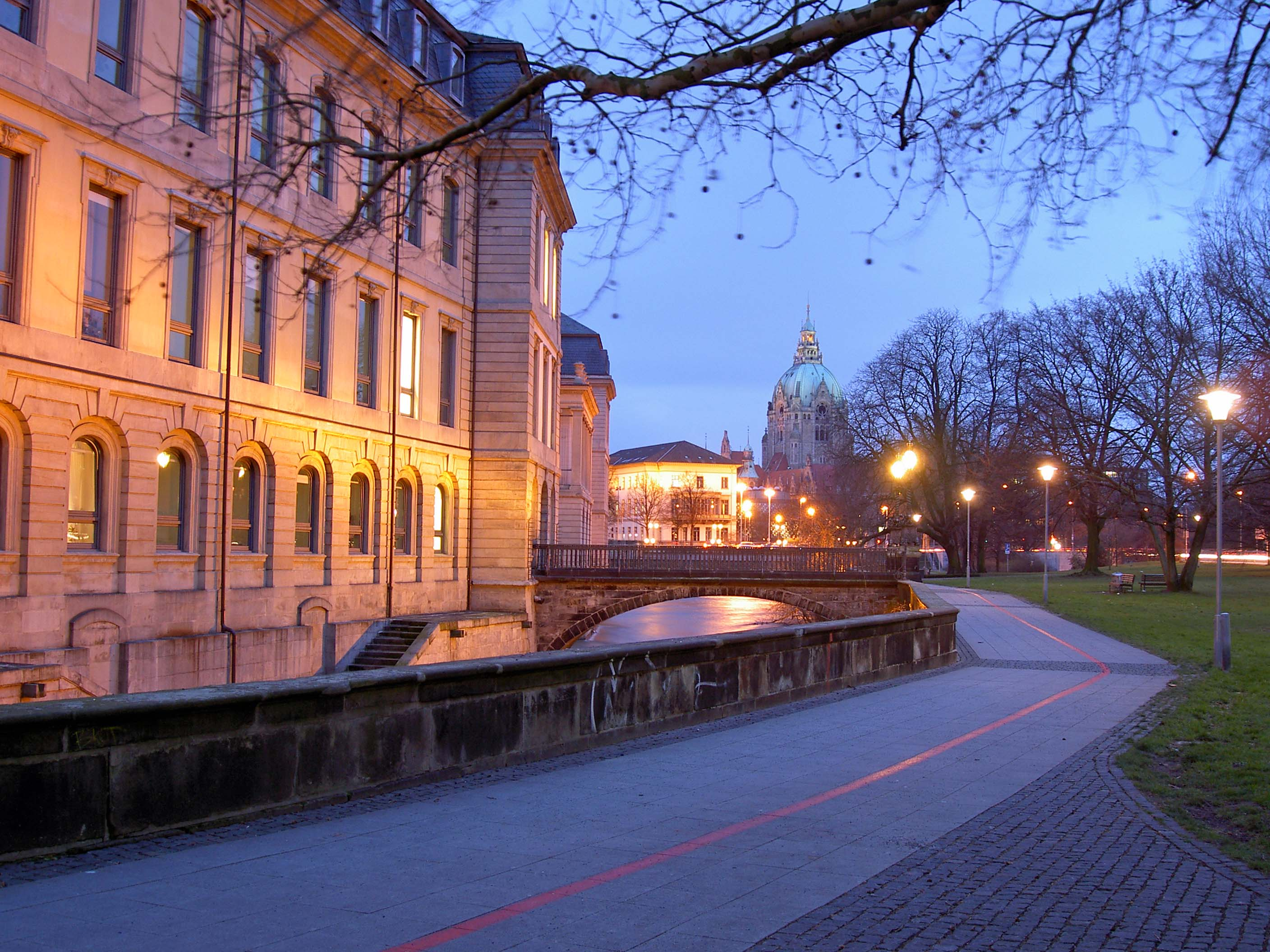
Leine v Hannoveru

Řeka se využívá k zisku vodní energie. Pod městem Hannover je možná vodní doprava. Na řece leží města Leinefelde-Worbis, Göttingen, Northeim, Einbeck, Alfeld, Laatzen, Hannover, Seelze a Neustadt am Rübenberge.